# José Benito de Churriguera

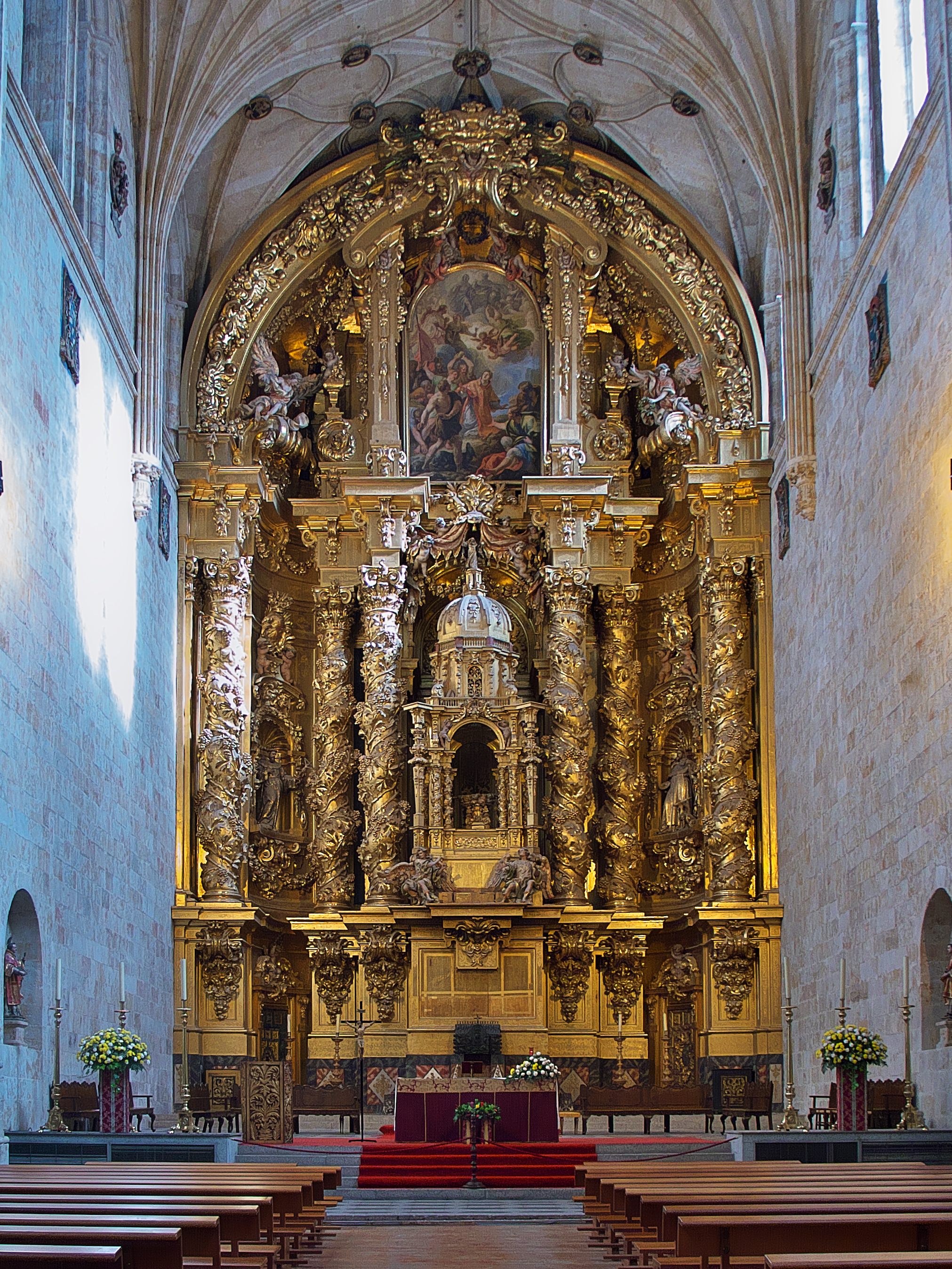
Högaltaret i klosterkyrkan San Esteban i Salamanca i nordvästra Spanien.

José Benito de Churriguera, född 21 mars 1665 i Madrid, död 2 mars 1725 i Madrid, var en spansk arkitekt och dekoratör.
Chirriguera var verksam i Salamanca, där han vid domen och rådhuset utförde flera byggnadsarbeten samt för övrigt altarverk och andra dekorationer i trä. Dessa fick berömmelse, särskilt genom den överdådiga, granna utsmyckningen, i vilken äldre spanska motiv, såväl gotiska som platereska, går igen på bågar och smågavlar.
Genom de Churrigueras lärjungar spreds stilen snart till Grenada, Madrid och andra orter i Spanien, där den härskade fram till slutet av 1700-talet.